# Klasztor pijarów w Podolińcu

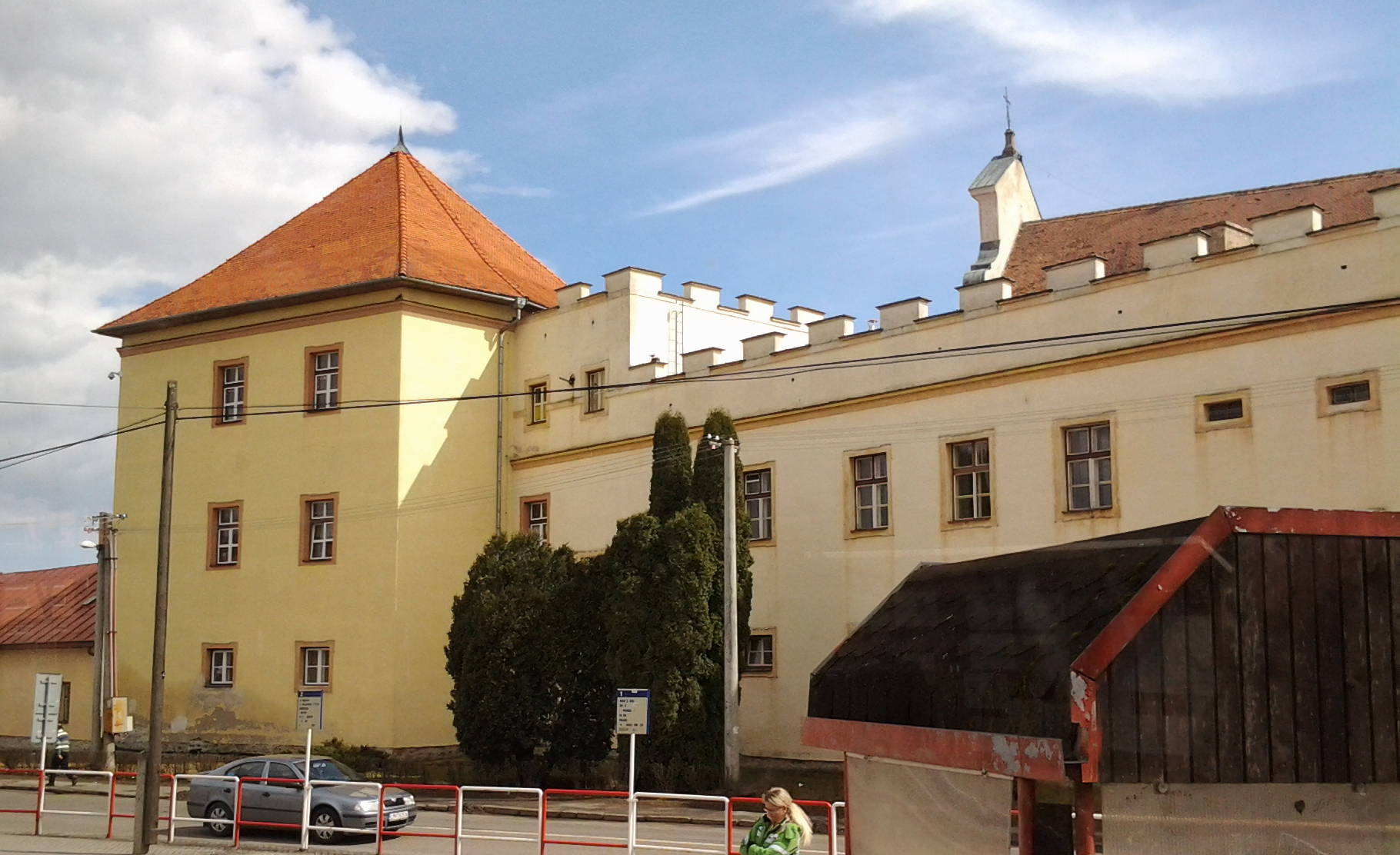
Klasztor pijarów w Podolińcu

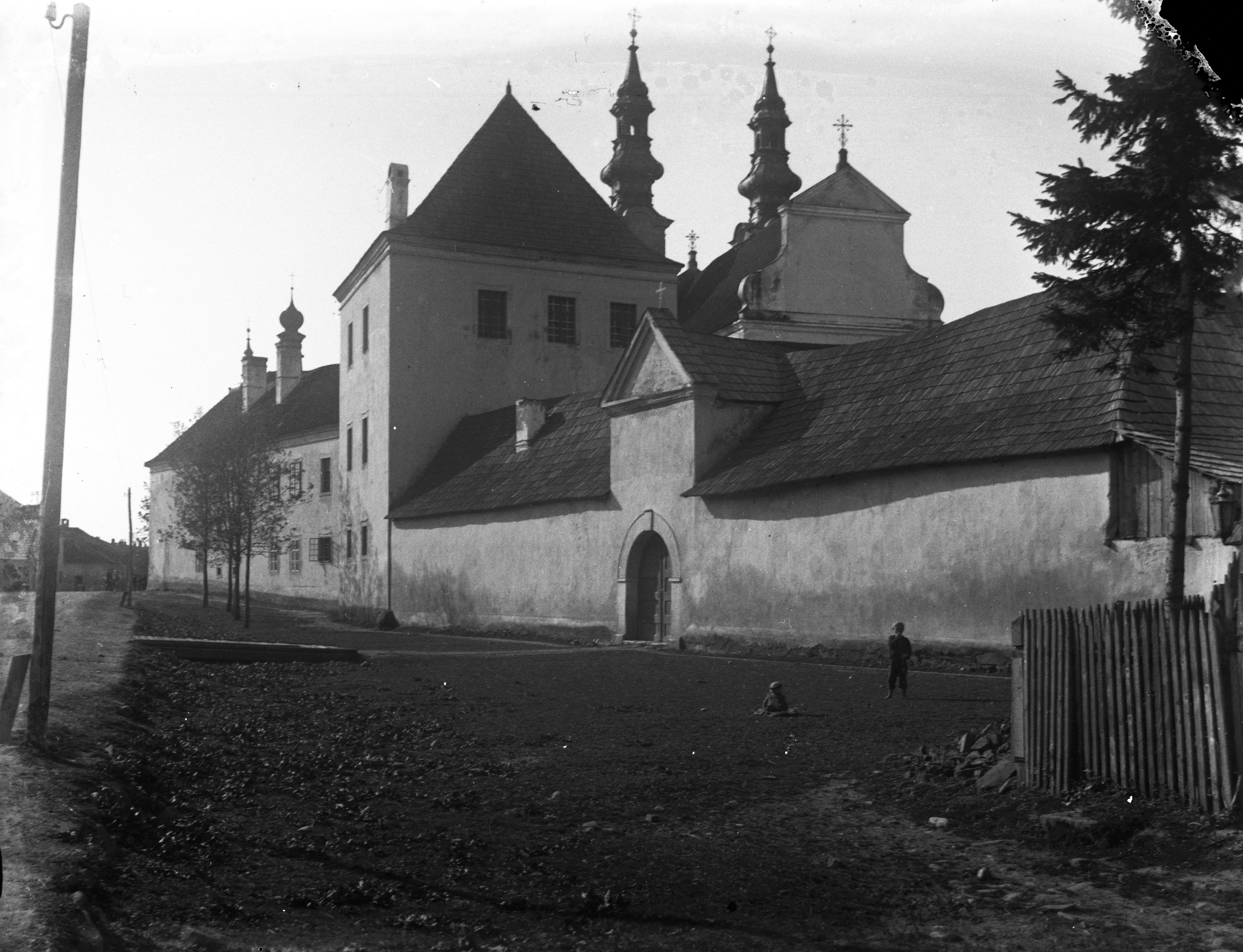
Klasztor w 1906 r.

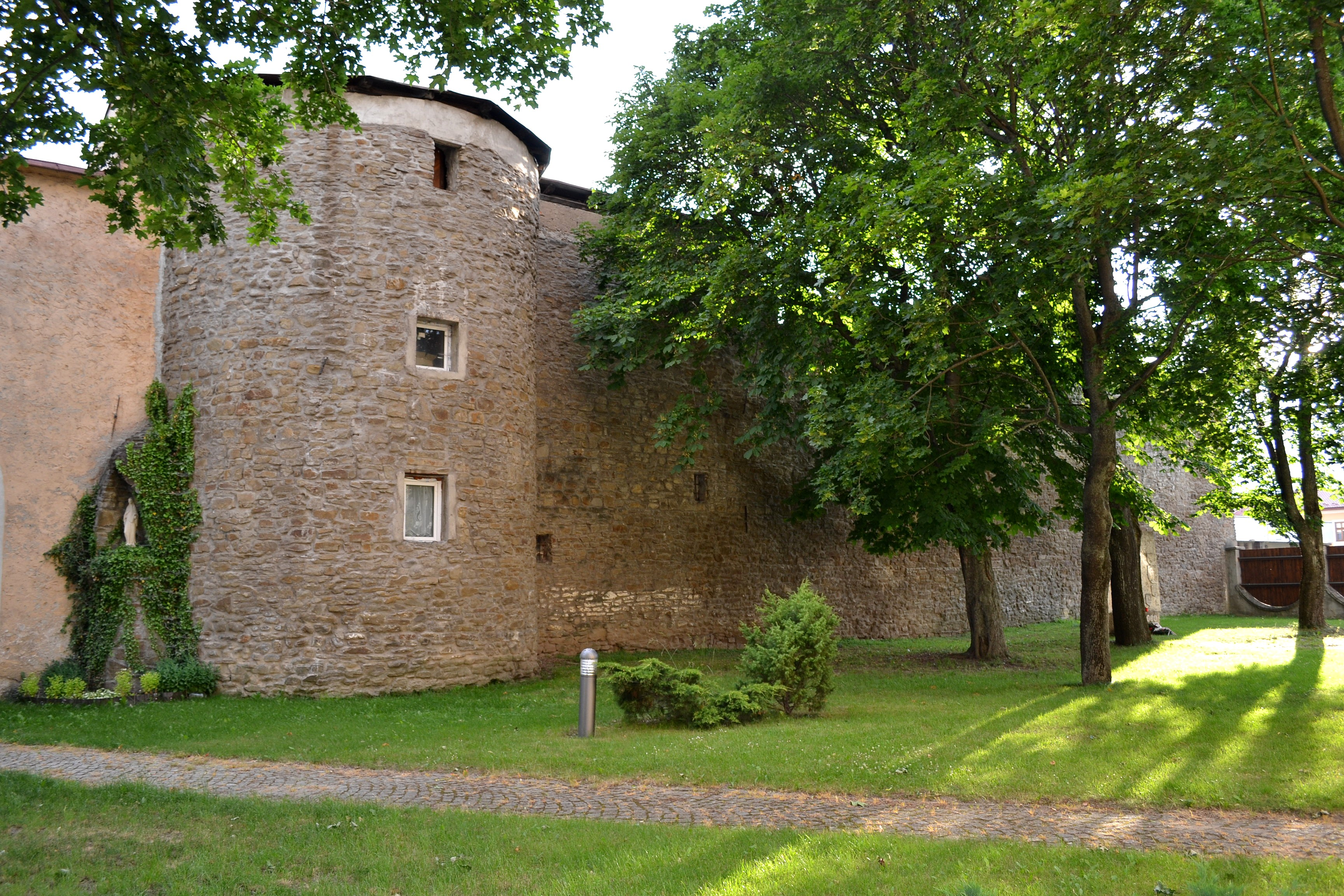
Fragment murów klasztoru

Klasztor pijarów w Podolińcu – klasztor, stanowiący wraz z przylegającym kościołem oraz kolegium kompleks ustanowionego w 1642 r. założenia klasztorno-edukacyjnego pijarów w Podolińcu na Spiszu, w północnej Słowacji.

## Historia
Klasztor został założony w 1642 r. z fundacji księcia Stanisława Lubomirskiego, pana na zamku w Starej Lubowli. Współcześnie na ścianie budynku znajduje się marmurowa tablica pamiątkowa umieszczona w 1992 r., wspominająca po łacinie 350-lecie założenia szkoły. Podoliniecki klasztor pijarów był pierwszym w środkowej Europie, postawionym jeszcze za życia założyciela zakonu, późniejszego świętego Józefa Kalasantego. Przy klasztorze wystawiono kościół pod wezwaniem św. Stanisława, krakowskiego biskupa i męczennika.
Klasztor powstał jako główny element dużego założenia klasztornego pijarów, połączonego od samego początku z prowadzonym przez nich kolegium. Pierwszych 14 zakonników przybyło do Podolińca na przełomie listopada i grudnia 1642 roku. Byli oni uciekinierami z Moraw, szukającymi na Spiszu schronienia przed zawieruchą wojny trzydziestoletniej. Przybyli księża, bracia i nowicjusze reprezentowali wiele narodowości (Czesi, Niemcy, Słowacy, Węgrzy i Austriak). Ich przełożonym był Włoch, ks. Ioannes Dominicus Franchi (1595–1662), późniejszy pierwszy polski pijarski prowincjał. Pierwsi polscy wykładowcy pojawili się nieco później. Początkowo znaleźli domicylium w podolinieckim zamku. Uroczystość inauguracyjna utworzenia domu pijarów w Podolińcu miała miejsce 10 grudnia 1642 r. Została uświetniona obecnością reprezentantów biskupa i Kapituły Krakowskiej – księży Mikołaja Oborskiego i Krzysztofa Sapeliusa, a także prepozyta spiskiego i biskupa waradyńskiego Ladislausa Hoszutóthy’go. Na kamieniu węgielnym znalazła się inskrypcja, brzmiąca w tłumaczeniu:
- Stanisław Lubomirski, komes na Wiśniczu, wojewoda i starosta generalny krakowski, zarządca miast spiskich, własnym sumptem wzniósł, uposażył, udoskonalił etc... kościół ten oraz kolegium kleryków regularnych ubogich Matki Bożej szkół pobożnych z ustanowieniem szczodrego zaopatrzenia dla promowania wzrostu chwały Bożej, krzewienia wiary katolickiej i wyplenienia herezji w tych stronach[3].

Klasztor ukończono w 1648 r. W późniejszych latach był wraz z pozostałymi obiektami zespołu klasztornego wielokrotnie niszczony przez wylewy Popradu (np. w latach 1662, 1682 i 1813) oraz pożary (np. w 1669 i 1684 r.), po czym troskliwie odbudowywany.
Po I rozbiorze Polski (1772) klasztor pijarów w Podolińcu podlegał polskiej prowincji tego zakonu jeszcze do roku 1782. Później został podporządkowany prowincji węgierskiej, co prawdopodobnie uchroniło go przed zlikwidowaniem na fali kasat józefińskich. Po zakończeniu I wojny światowej pijarzy zostali zmuszeni do opuszczenia Podolińca, budynek klasztorny zajęło zaś wojsko czeskie, które przebywało w nim od jesieni 1918 do wiosny 1920 r. Po opuszczeniu przez wojsko podoliniecki zespół klasztorny przejęli redemptoryści. Przebywali w nim w latach 1922–1927, a następnie (drogą zakupu od pijarów w 1941 r. za 170 tysięcy koron) stali się jego właścicielami.

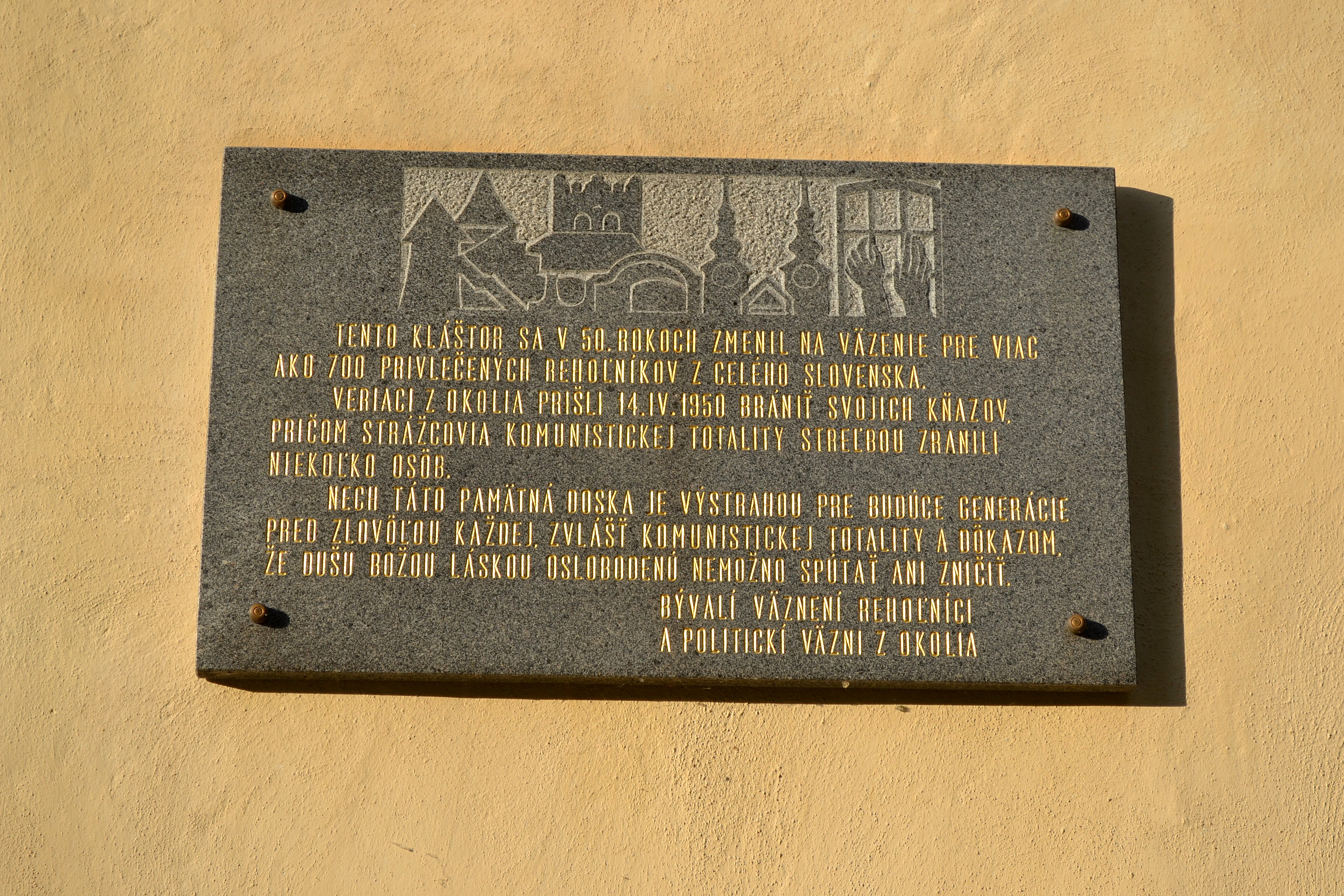
Tablica upamiętniająca więzionych w klasztorze w l. 50 XX w. zakonników

W latach 1950–1951 władze komunistyczne zorganizowały w klasztorze obóz koncentracyjny dla ponad 700 zakonników zwiezionych tu z całej Słowacji. W latach 1956–1961 znalazł tam siedzibę zakład charytatywny, a dwa lata później także i internat szkoły specjalnej. Klasztor pozostawał bezprawnie w rękach państwa do 1 sierpnia 1991 r., kiedy to budynki zwrócono kościołowi. Powrócili do niego redemptoryści, którzy podjęli trud remontu kompleksu. Obecnie oprócz ich konwentu mieści się tu średnia specjalna szkoła zawodowa z internatem i dom dziecka im. św. Klemensa Hofbauera.

## Architektura
Kompleks klasztorny wzniesiono jako quasi-obronny zespół, otoczony wałami i murem z basztami. Nie wiadomo dokładnie, kto był projektantem całego założenia. Być może plany sporządził nadworny architekt fundatora, Włoch imieniem Bartholomeo, a realizowali go miejscowi wykonawcy, kierowani przez wiedeńskiego architekta, Jacobusa Pochsbergera. Inni autorzy widzą tu pracującego dla Stanisława Lubomirskiego polskiego inżyniera od fortyfikacji, Krzysztofa Mieroszewskiego. Budynki klasztoru, o trzech dwukondygnacyjnych skrzydłach, z masywnymi wieżami w narożach, wraz z centralnie położoną świątynią usytuowano po zewnętrznej stronie ówczesnych murów miejskich Podolińca, na lewym brzegu Popradu, we wschodniej części miasta. Klasztor z kościołem o dwuwieżowej fasadzie, przed którym ustawiono słup z figurą świętego, utworzył zwarty, zamknięty i otoczony własnym murem kompleks z „rajskim ogrodem” oraz drugim dziedzińcem ze studnią, okolonym mniejszymi zabudowaniami. Budynkom od strony Popradu towarzyszył rozległy ogród, także okolony murem, na którym umieszczono zegar słoneczny. W archiwum zakonu w Rzymie zachowały się rysunki projektowe zespołu, zawierające opisy składających się nań obiektów – kościoła, szkoły, domicylium, ogrodu, dziedzińców i bram. Prezentują one zespół zaplanowany zgodnie z zasadami ówczesnego modelu „palazzo in fortezza”. Wielokrotnie później przebudowywany kompleks ma cechy charakterystyczne dla baroku na ziemiach cesarstwie Habsburgów.
W klasztornych korytarzach i refektarzu, którego plafon ozdobiono freskami o motywach biblijnych, umieszczono z czasem galerię malarskich portretów niektórych papieży i wybitnych podolinieckich pijarów. Interesująca dekoracja malarska znajduje się w przedsionku klasztoru. Przedstawia ona m.in. sceny z życia św. Józefa Kalasantego, polskiego orła z herbem Wazów, a także herb Lubomirskich – Szreniawę bez Krzyża. Według zapisków Teodora Tripplina, który odwiedził Podoliniec w 1856 r., w refektarzu klasztornym znajdowały się również portrety sześciu polskich władców, które w następnych latach zaginęły.